# Kiele Sanchez
Kiele Sanchez, född 13 oktober 1977 i Chicago, är en amerikansk skådespelerska. Hon har medverkat i flera filmer och tv-serier, bland annat den amerikanska tv-serien Lost, senast har hon haft en liten roll i komediserien Samantha Who?